# Mendefera
Mendefera er en by i det centrale Eritrea, med et indbyggertal (pr. 2005) på cirka 28.000. Byen ligger syd for hovedstaden Asmara, tæt ved grænsen til nabolandet Etiopien.
14°53′N 38°49′Ø / 14.883°N 38.817°Ø